# Grimpereau du Sichuan
Certhia tianquanensis
Espèce
Statut de conservation UICN

 LC  : Préoccupation mineure
Le Grimpereau du Sichuan (Certhia tianquanensis) est une espèce de passereaux appartenant à la famille des Certhiidae. Elle était anciennement considérée comme une sous-espèce du Grimpereau des bois (Certhia familiaris), avant d'être élevée au statut d'espèce en 2002.